# Kardynałowie z nominacji Paschalisa II
Paschalis II (1099–1118) mianował co najmniej 66 nowych kardynałów.
Baza źródłowa do rekonstrukcji Kolegium Kardynalskiego za jego pontyfikatu, choć znacznie bogatsza niż w poprzednich stuleciach, jest wciąż pełna luk, stąd poniższa lista może być niekompletna, zwłaszcza dla pierwszej dekady jego rządów. Na podstawie dostępnych materiałów źródłowych nie jest też możliwe precyzyjne określenie dat promocji poszczególnych kardynałów, można jedynie ustalić daty przybliżone, z marginesem błędu dochodzącym w niektórych przypadkach nawet do kilku lat. Wiadomo, że zgodnie z obowiązującym wówczas prawem kościelnym nominacje kardynalskie miały miejsce co do zasady w tzw. soboty kwartalne, a czasem wyjątkowo także w Wielką Sobotę lub sobotę przed niedzielą pasyjną. Najczęściej przyjmuje się, że kardynał został mianowany w ostatnią sobotę kwartalną przed pierwszą wzmianką dokumentacyjną o nim jako kardynale, w niektórych przypadkach jednak data ta jest korygowana w oparciu o dodatkowe przesłanki, w szczególności miejsce danego kardynała w porządku starszeństwa, wynikające z kolejności podpisów na papieskich przywilejach. W odniesieniu do pontyfikatu Paschalisa II ta druga przesłanka ma szczególnie duże znaczenie z uwagi na zbyt skromny zasób dokumentów.
W nawiasach podane są okresy, w jakich poszczególni kardynałowie występują w źródłach. Jako przybliżone daty nominacji podawane są najpóźniejsze możliwe daty promocji według ww. kryteriów.

## Nominacje ok. 1100
1. Albericus – kardynał prezbiter S. Pietro in Vincoli[5] (14 kwietnia 1100 – 20 listopada 1100)
2. Augustinus – kardynał prezbiter Ss. IV Coronati[5] (11 kwietnia 1100 – 1103)
3. Bonifatius – kardynał prezbiter S. Marco[6] (11 kwietnia 1111 – 1130)[7]
4. Robertus Parisiensis – kardynał prezbiter S. Eusebio[6] (25 sierpnia 1100 – 23 marca 1112), pozbawiony urzędu w 1112, następnie[8] kardynał prezbiter S. Sabina (24 września 1120 – styczeń 1122) i ponownie[9] kardynał prezbiter S. Eusebio (6 kwietnia 1123)
5. Crescentius – kardynał biskup Sabiny[10] (4 marca 1102 – 21 lipca 1126)
6. Johannes OSB, opat S. Salvatore in Telese – kardynał biskup Tusculum[10] (15 października 1100 – zm. w październiku 1119)
7. Nicolaus – kardynał prezbiter (ok. 1100)[11], następnie arcybiskup Brindisi (7 stycznia 1101 – zm. 1104)
8. Romanus – kardynał prezbiter S. Prisca[12] (15 marca 1101 – 25 lutego 1114)

## Nominacje ok. 1101
1. Richardus, kanonik kapituły w Metz – kardynał biskup Albano[13] (14 kwietnia 1101 – zm. w styczniu 1115)
2. Atto – kardynał diakon S. Teodoro[14] (30 listopada 1101 – 7 lipca 1106)

## Nominacje ok. 1102
1. Petrus Senex – kardynał biskup Porto[15] (marzec 1102 – maj 1133)[7]
2. Gregorius de Ceccano, kapelan i skryptor papieski – kardynał prezbiter Ss. Apostoli[16] (18 lutego 1107 – 11 maja 1112; pozbawiony urzędu ok. 1112; ponownie[17] 6 kwietnia 1123 – marzec 1138)[7], antypapież Wiktor IV (marzec 1138 – 29 maja 1138), od 29 maja 1138 ponownie kardynał prezbiter Ss. Apostoli, pozbawiony urzędu w kwietniu 1139
3. Benedictus – kardynał prezbiter S. Pietro in Vincoli[16] (23 marca 1112 – 19 lutego 1127)
4. Anastasius – kardynał prezbiter S. Clemente[16] (4 marca 1102 – 6 maja 1125)
5. Galterus – kardynał diakon[18] (16 listopada 1102 – 8 grudnia 1102)

## Nominacja ok. 1103
1. Leo OSB, bibliotekarz opactwa Montecassino – kardynał biskup Ostii[19] (7 września 1109 – zm. 22 maja 1115)

## Nominacje ok. 1105
1. Risus – kardynał prezbiter S. Lorenzo in Damaso[20] (20 marca 1105 – 23 marca 1112), następnie arcybiskup Bari (2 kwietnia 1112 – zm. 1118)
2. Hubaldus – kardynał diakon[20] (18 marca 1105)
3. Hugo – kardynał diakon Ss. Cosma e Damiano[20] (marzec 1105 – 19 czerwca 1112), następnie[21] kardynał prezbiter (listopad 1112)

## Nominacje ok. 1106
1. Landulfus – kardynał prezbiter S. Lorenzo in Lucina[22] (2 listopada 1106 – 8 listopada 1108), następnie arcybiskup Benewentu (8 listopada 1108 – zm. 4 sierpnia 1119)
2. Romanus – kardynał prezbiter S. Prassede[22] (1109 – 23 marca 1112)
3. Johannes – kardynał prezbiter S. Cecilia[22] (23 marca 1112 – 7 maja 1128)
4. Divizzo – kardynał prezbiter Ss. Silvestro e Martino[22] (11 października 1106 – 14 stycznia 1121), następnie[23] kardynał biskup Tusculum (4 marca 1121 – 16 maja 1122)
5. Berardus de Marsi OSB, subdiakon S.R.E. – kardynał diakon S. Angelo[24] (24 lutego 1107 – 7 września 1109), następnie kardynał prezbiter S. Crisogono (1110)[25] i w końcu biskup Marsi (1110 – 3 listopada 1130)

## Nominacje ok. 1108
1. Cuno CanReg, opat Arrouaise – kardynał biskup Palestriny (sierpień 1109 – zm. 9 sierpnia 1122)
2. Gregorius OSB – kardynał diakon S. Eustachio[26] (23 marca 1112 – 7 grudnia 1134)[7]
3. Leo OSB, skryptor papieski – kardynał diakon Ss. Vito e Modesto[26] (4 września 1108 – zm. w lutym 1117)
4. Odelricus, scholastyk w Reims – kardynał prezbiter S. Maria in Trastevere[27] (9 kwietnia 1109 – zm. 9 września 1110/13)

## Nominacje ok. 1109
1. Anastasius – kardynał prezbiter Ss. Giovanni e Paolo[28] (7 września 1109)
2. Romoaldus – kardynał diakon S. Maria in Via Lata[29] (2 stycznia 1113 – 15 września 1121), następnie arcybiskup Salerno (15 września 1121 – zm. 1 kwietnia 1136)
3. Gregorius, kapelan i skryptor papieski – kardynał diakon S. Lucia in Septisolio[29] (23 marca 1112 – 6 kwietnia 1123)
4. Aldo, kapelan i skryptor papieski – kardynał diakon Ss. Sergio e Bacco[29] (11 kwietnia 1111 – 15 czerwca 1121)
5. Boso – kardynał diakon[29] (15 września 1112 – 13 lutego 1113), następnie[30] kardynał prezbiter S. Anastasia (16 października 1113 – 1122) i w końcu biskup Turynu (13 grudnia 1122 – zm. 30 kwietnia 1130?)
6. Theobaldus Boccapecus – kardynał diakon S. Maria Nuova[29] (30 stycznia 1110 – 17 kwietnia 1121), następnie[31] kardynał prezbiter S. Anastasia (6 kwietnia 1123 – 16 grudnia 1124)

## Nominacje ok. 1111
1. Theobaldus – kardynał prezbiter Ss. Giovanni e Paolo[32] (11 kwietnia 1111 – 6 kwietnia 1123)
2. Johannes – kardynał prezbiter S. Pudenziana[32] (11 kwietnia 1111)
3. Gregorius, archidiakon Lukki – kardynał prezbiter S. Crisogono[32] (11 kwietnia 1111 – zm. 30 listopada 1113)
4. Rainerius – kardynał prezbiter Ss. Marcellino e Pietro[32] (11 kwietnia 1111 – 17 kwietnia 1121)
5. Vitalis – kardynał prezbiter S. Balbina[32] (11 kwietnia 1111 – 24 maja 1116), następnie[33] kardynał biskup Albano (21 grudnia 1116 – 28 marca 1126)

## Nominacje ok. 1112
1. Albericus – kardynał prezbiter S. Sabina[34] (23 marca 1112 – 19 czerwca 1112)
2. Rossemanus OSB – kardynał diakon S. Giorgio[34] (23 marca 1112 – 4 września 1128)
3. Oderisius de Sangro OSB, prepozyt opactwa Montecassino – kardynał diakon S. Agata[35] (październik 1113 – zm. 30 sierpnia 1137?)[7]
4. Nicolaus OSB – kardynał prezbiter (listopad 1112)

## Nominacje ok. 1113
1. Comes – kardynał diakon S. Maria in Aquiro[36] (21 grudnia 1116 – 6 lutego 1126)
2. Petrus Petrileonis OSBCluny – kardynał diakon Ss. Cosma e Damiano (16 października 1113[36] – 21 maja 1120), następnie[37] kardynał prezbiter S. Maria in Trastevere (16 czerwca 1120 – 14 lutego 1130), antypapież Anaklet II (14 lutego 1130 – zm. 25 stycznia 1138)
3. Petrus Pisanus, kapelan i skryptor papieski – kardynał diakon S. Adriano[36] (16 października 1113 – 22 grudnia 1116), następnie[38] kardynał prezbiter S. Susanna (24 stycznia 1118 – 11 kwietnia 1139)[39], pozbawiony urzędu w kwietniu 1139, ponownie kardynał prezbiter S. Susanna od 1143, zm. 1144

## Nominacje ok. 1114
1. Conradus – kardynał prezbiter S. Pudenziana[40] (25 lutego 1114 – 1127), następnie[41] kardynał biskup Sabiny (7 maja 1128 – 12 lipca 1153), Papież Anastazy IV (12 lipca 1153 – zm. 3 grudnia 1154)
2. Theodericus, scholastyk w Hildesheim – kardynał prezbiter S. Crisogono[40] (8 marca 1114 – zm. 22 grudnia 1115)
3. Henricus – kardynał prezbiter S. Maria in Trastevere[40] (10 maja 1114)
4. Hugo Pisanus, kapelan i skryptor papieski – kardynał diakon S. Nicola in Carcere[42] (7 lipca 1114)

## Nominacje ok. 1115
1. Gregorius – kardynał prezbiter S. Prisca[43] (24 stycznia 1118? – 17 kwietnia 1121)
2. Desiderius, subdiakon S.R.E. – kardynał prezbiter S. Prassede[43] (2 stycznia 1116 – 21 czerwca 1138)[44]

## Nominacje ok. 1116
1. Deusdedit – kardynał prezbiter S. Lorenzo in Damaso[45] (24 maja 1116 – 19 kwietnia 1129)
2. Gregorius – kardynał prezbiter S. Lorenzo in Lucina[45] (1116 – 28 listopada 1125)
3. Hugo Alatrinus, kapelan i skryptor papieski – kardynał prezbiter Ss. Apostoli[45] (24 stycznia 1118 – 10 listopada 1121)
4. Johannes OSB – kardynał prezbiter S. Eusebio[45] (24 maja 1116 – wrzesień 1122)
5. Gregorius de Papa, kleryk pałacowy – kardynał diakon S. Angelo[45] (24 maja 1116 – 14 lutego 1130), Papież Innocenty II (14 lutego 1130 – zm. 24 września 1143)
6. Johannes – kardynał diakon S. Lucia in Orfea[45] (24 marca 1116 – 22 grudnia 1116)
7. Lambertus, archidiakon Bolonii – kardynał biskup Ostii[46] (20 kwietnia 1117 – 21 grudnia 1124), Papież Honoriusz II (21 grudnia 1124 – zm. 13 lutego 1130)
8. Guido OSB – kardynał prezbiter S. Balbina[47] (21 grudnia 1116 – zm. 7 stycznia 1120)
9. Saxo, kapelan i skryptor papieski – kardynał prezbiter S. Stefano[48] (24 stycznia 1118 – 14 września 1131)[7]
10. Johannes de Crema – kardynał prezbiter S. Crisogono (1116 – 11 stycznia 1134)

## Nominacje ok. 1117
1. Amicus OSB, opat S. Vincenzo al Volturno – kardynał prezbiter Ss. Nereo ed Achilleo[49] (20 kwietnia 1117 – zm. 4 stycznia 1139)[50]
2. Crisogonus, kapelan i skryptor papieski, subdiakon S.R.E. – kardynał diakon S. Nicola in Carcere[49] (20 kwietnia 1117 – 26 czerwca 1122)
3. Crescentius de Anagnia, kapelan i skryptor papieski – kardynał diakon[51], następnie[52] kardynał prezbiter Ss. Marcellino e Pietro (1122 – 11 kwietnia 1139)[50], pozbawiony urzędu w kwietniu 1139
4. Henricus, dziekan kapituły w Mazara del Vallo – kardynał diakon S. Teodoro[53] (24 stycznia 1118)